# 47 Dywizja Pancerna
47 Gwardyjska Niżniednieprowska Dywizja Pancerna (ros. 47-я гвардейская танковая Нижнеднепровская Краснознамённая, ордена Богдана Хмельницкого дивизия) – związek taktyczny Armii Radzieckiej przejęty przez  Siły Zbrojne Federacji Rosyjskiej.
W końcowym okresie istnienia Związku Socjalistycznych Republik Radzieckich dywizja stacjonowała na terenie Niemieckiej Republiki Demokratycznej. W tym czasie wchodziła w skład 3 Armii. Po przedyslokowaniu do Rosji stacjonowała w Moskiewskim OW, w składzie 22 Armii w Dzierżyńsku. Przeformowana w 3 DZ.

## Struktura organizacyjna
Skład w 1990:
- dowództwo i sztab – Hillersleben
- 26 Feodocki pułk czołgów;
- 153 Smoleński pułk czołgów;
- 197 Wapniarsko-Warszawski pułk czołgów;
- 245 Gwardyjski Gnieźnieński pułk zmotoryzowany;
- 99 Gwardyjski Pomorski pułk artylerii samobieżnej;
- 1009 pułk rakiet przeciwlotniczych;
- 7 Gwardyjski Praski batalion rozpoznawczy;
- 73 batalion łączności;
- 52 batalion inżynieryjno-saperski;
- 1077 batalion zaopatrzenia;
- 332 kompania obrony przeciwchemicznej;
- 65 batalion remontowy;
- 63 batalion medyczny.